# Lobito

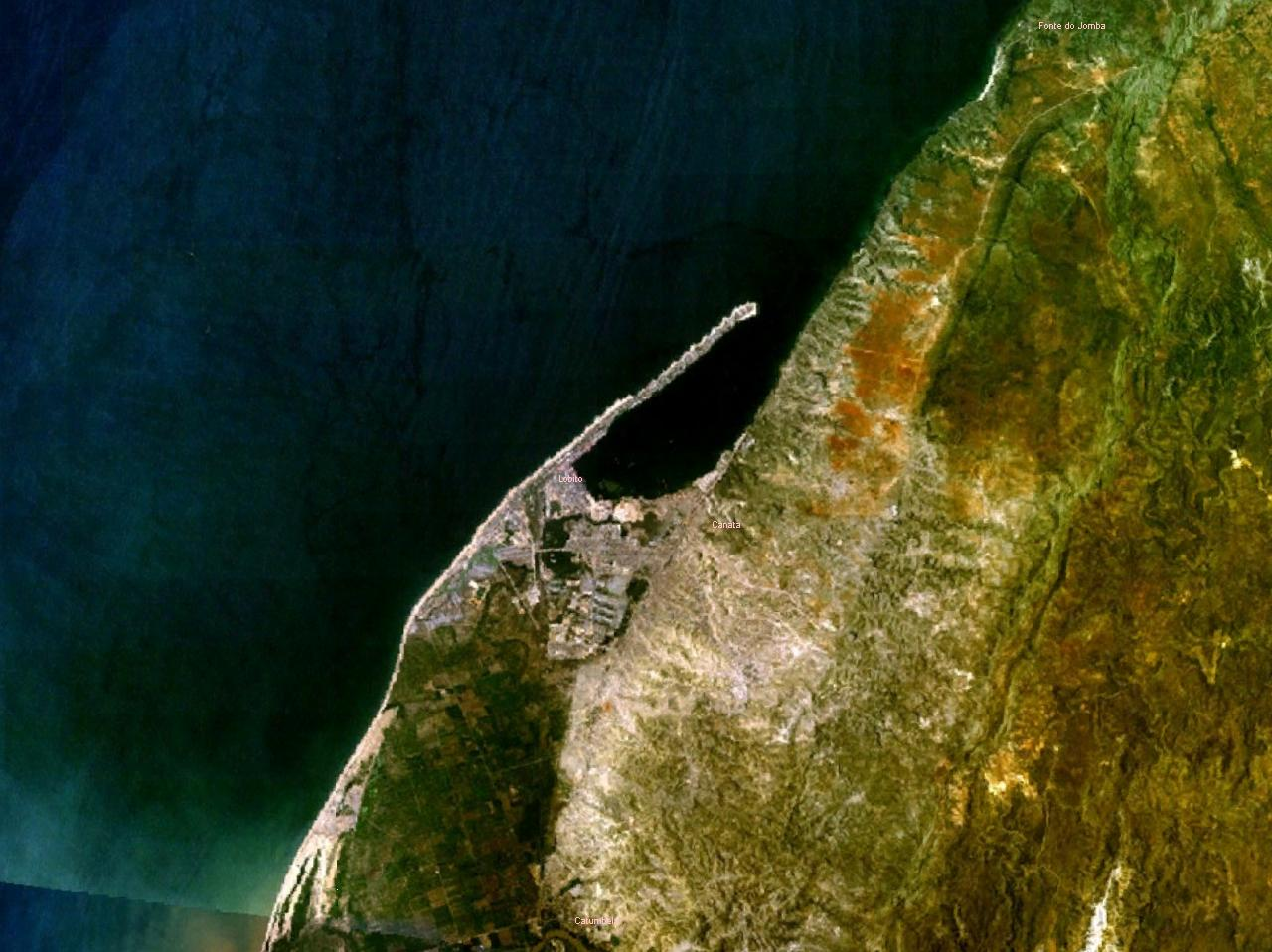
Widok satelitarny na miasto

Lobito – miasto w Angoli, w prowincji Bengueala, nad Atlantykiem. Liczy 207,9 tys. mieszkańców i jest trzecim co do wielkości miastem w kraju. Zostało założone w 1843 roku. Jest jednym z gł. portów morskich kraju (gł. wywóz kukurydzy, stanowiący 90% eksportu kraju). W mieście rozwinął się przemysł olejarski, rybny, włókienniczy, cementowy, metalowy, stoczniowy oraz rafineryjny. Linia kolejowa do Beiry w Mozambiku (przez Demokratyczną Republikę Konga, Zambię i Zimbabwe. Port lotniczy.